# Geny Dignac
Geny Dignac (Buenos Aires, 1932) es una escultora y artista ambiental argentina radicada en Estados Unidos.

## Biografía
Nacida en Buenos Aires, Dignac se mudó a Washington D. C. en 1954; ella se fue en 1974 y se estableció en Arizona. Su arte, gran parte del cual se crea utilizando el fuego y la luz como medios, se ha exhibido ampliamente. Ha impartido conferencias sobre el uso del fuego como medio artístico y ha trabajado con un metalúrgico y el Laboratorio de Artillería Naval para crear trabajos relacionados con el fuego y las aleaciones de nitinol.
Su arte se puede ver en numerosas colecciones públicas, privadas y corporativas, incluida la de la Fundación Joan Miró en Barcelona. Sus proyectos incluyen: "Sand Fire", "Fire Over Water" y "Forms of Fire in Mid-Air".
Dignac vive en Phoenix, Arizona. Estaba casada con José Bermúdez; su yerno es el director Sam Pillsbury.

## Exposiciones
En 1968, una de sus piezas fue expuesta en la primera muestra de EAT que se realizó en el Museo de Arte Moderno y en el Museo Brooklyn en Nueva York. Dos de sus esculturas de fuego se incluyeron en "Tierra, aire, fuego y agua. Elements of Art "en el Museo de Bellas Artes de Boston. Sus exposiciones individuales contienen de sus obras con fuego y ha tenido varias exposiciones individuales. Sus exposiciones incluyen varios tipos de su arte que van desde el dibujo hasta las esculturas y los monumentos. Su trabajo es popular en Estados Unidos y en el extranjero. Ha sido parte de exposiciones colectivas en Medellín, Amberes, Nueva York, París, Pamplona, Caracas y San Juan. Desde 1969, Geny Dignac ha estado expresando su uso del fuego en el arte en toda América. Difunde el concepto de usar el elemento fuego en su arte al compartir sus pensamientos en muchas escuelas y museos diferentes. Colaboró con un metalúrgico y el Laboratorio de Artillería Naval para crear esculturas empleando aleaciones de fuego y nitinol en 1971.
R. Osuna y J. Bermudez la convirtieron en tema de varias películas y videos durante 1967 a 1980. Dignac escribió "El rayo es el gesto de la tormenta. Las llamas son el gesto del fuego. El fuego es un elemento mágico. El pensamiento mágico es arte "Su obra se puede encontrar en colecciones permanentes privadas, públicas y corporativas. La mayoría de las exposiciones en las que se realiza su trabajo son la Fundación Joan Miró (Barcelona, España), el Palazzo dei Diamanti (Ferrara, Italia), el Museo La Tertulia (Cali, Colombia), el Museo del Banco Central del Ecuador (Guayaquil, Ecuador) y La Fundación de Arte Latinoamericano, (San Juan, Puerto Rico). Sus colecciones privadas se encuentran en Estados Unidos, Italia, Alemania, España, Argentina, Chile, Ecuador y Venezuela.